# 亿华通
北京亿华通科技股份有限公司（上交所：688339，简称：亿华通-U；新三板除牌前：834613，简称：亿华通；港交所：2402）是中華人民共和國一家氢燃料电池动力系统研發企業，前身为北京清能华通科技发展有限公司，成立于2004年。2012年改為現名。2016年，亿华通在新三板挂牌，成為首家登陆中華人民共和國资本市场的氢能公司，被称为“氢能源第一股”。2020年8月10日，亿华通在上交所科创板上市。
公司分别与宇通、福田、中通、申龙、苏州金龙、安凯、中植、东风、重汽、陕汽、北汽、广汽、长安等企业合作，联合推出客车、物流车、乘用车、叉车、有轨电车、固定电源等全系列产品。

## 外部鏈接
- 官方网站